# Губино (Эммаусское сельское поселение)
Гу́бино — пригородная деревня в Калининском районе Тверской области. Относится к Эммаусскому сельскому поселению.
Расположена к юго-востоку от Твери, между посёлком Эммаус (2 км) и станцией Чуприяновка (3 км). Рядом проходит автодорога «Москва — Санкт-Петербург».
В 2002 году — 15 жителей.